# Маккуори, Лаклан
Лаклан Маккуори (англ. Lachlan Macquarie, 31 января 1762 года, о. Алва — 1 июля 1824 года, Лондон) — британский офицер, пятый губернатор (1810—1821) колонии Новый Южный Уэльс.

## Биография
Лаклан Маккуори родился на острове Алва (Внутренние Гебриды), в семье последнего вождя шотландского клана Маккуорри (англ. MacQuarrie), Лаклана Маккуорри-старшего (1715—1818). В 1776 году отец, преследуемый многочисленными кредиторами, вынужден был продать наследственные владения. Лаклану-младшему было тогда всего 14 лет. Он покинул остров и поступил в Королевскую высшую школу в Эдинбурге. Известно, что он проходил службу в Северной Америке, Египте и Индии, где в 1793 году примкнул к масонской ложе.

## Пребывание в России
В 1807 году Маккуори путешествовал по суше из Индии в Великобританию через Персию и Россию, которые в тот момент находились в состоянии войны. При ожидании отправления из крепости Баку в Астрахань и далее в Санкт-Петербург так описывал своё пребывание на флагманском корабле командующего эскадры Каспийской военной флотилии Е. В. Веселаго:

Taking leave of Persia, Macquarie and his party set off along the Caspian coast rowing a small four-oared boat against strong head-winds until they reached Baku, where they stayed with a Russian navy officer who spoke a little English and ‘received us in the most kind and friendly manner possible’ (30 June). They learned that the instructions to ‘all the Governors of the Provinces in Russia [were] very strict with regard to all Strangers and Travellers’. This meant that while Macquarie would be given a clean bill of health and passage on a ship to Astrakhan, he could nevertheless expect to be quarantined owing to an epidemic in neighbouring Georgia (1 July 1807). Boarding Commodore Veselago’s ship in Baku bay, they were treated ‘in the kindest and most friendly manner, and [he] entertained us in a very elegant hospitable stile with true Russian sincerety (sic)’ (3 July 1807). The voyage was frustratingly long because of terrible weather, and then when they anchored at the mouth of the Volga River they were told they would have to spend three weeks on a quarantine island (23 July). The Quarantine Inspector showed them ‘hospitality, great kindness, and attention … having all the time supplied us with every thing we wanted for our Table gratis!’ (13 August 1807).— Anthony Page. Enlightenment, Empire and Lachlan Macquarie's Journey Through Persia and Russia

Покинув Персию, Маккуори и его спутники отправились вдоль Каспийского побережья, гребя на маленькой четырёхвесельной лодке против сильного встречного ветра, пока не добрались до Баку, где остановились у офицера российского флота, который немного говорил по-английски и «принял нас самым любезным и дружелюбным образом, насколько это было возможно» (30 Июнь). Они узнали, что инструкции «всем губернаторам провинций в России [были] очень строги по отношению ко всем незнакомцам и путешественникам». Это означало, что хотя Маккуори и получил бы справку о состоянии здоровья и проезд на корабле до Астрахани, он, тем не менее, мог отбывать карантин в соседней Грузии из-за эпидемии [чумы] (1 июля 1807 года). Поднявшись на борт корабля коммодора Веселаго в Бакинской бухте, «мы обращались с ним самым добрым и дружелюбным образом, и [он] принял нас в очень элегантном гостеприимном стиле с истинно русской искренностью (так дословно)» (3 июля 1807 года). Путешествие было удручающе долгим из-за ужасной погоды, а затем, когда они бросили якорь в устье реки Волга, им сказали, что им придется провести три недели на карантинном острове (23 июля). Карантинный инспектор проявил к ним «гостеприимство, большую доброту и внимание … он все время бесплатно снабжал нас всем, что мы хотели, к нашему столу!» (13 августа 1807 года).— Энтони Пейдж. Просвещение, империя и путешествие Лахлана Маккуори по Персии и России
 Как Маккуори отмечал в своих рукописях, его поразили многочисленные бюрократические препоны русских чиновников, на долгое время задержавшие его в пути в условиях эпидемии чумы в Астраханской губернии. Несмотря на остро негативные впечатления от этого путешествия, сам англичанин сохранил к России весьма тёплые чувства, понимая, что Россия состоит не только из бюрократов. Русские морские офицеры принимали его очень тепло и по мере сил помогали решать возникавшие проблемы. В Баку это были лейтенант Владимир Григорьевич Ушинский (в будущем адмирал), который предложил своё жилье на время пребывания путешественника в Баку, капитан-лейтенант Егор Власьевич Веселаго, майор Иван Христианович Труссон, сопровождавший англичанина во время его визитов к должностным лицам и выступавший в качестве переводчика. Маккуори пишет в своем дневнике об «истинно русской искренности», с которой принимали его эти русские. Уже в Кронштадте за два дня пребывания там Лаклан Маккуори подружился с капитан-лейтенантом Иваном Петровичем Буниным и адмиралом Петром Ивановичем Ханыковым, главным командиром Кронштадтского порта.
Как пишет доктор исторических наук Массов А. Я., «Маккуори добро не забыл и, будучи губернатором Нового Южного Уэльса, сполна возвратил свой долг гостеприимства русским во время пребывания в Сиднее участников русских кругосветных плаваний. Эти плавания фактически положили начало контактам между Россией и Австралией».

## Австралия
В 1809 году Маккуори прибыл в Австралию, а в 1810 году был назначен администратором колонии Новый Южный Уэльс.
За годы губернаторства Маккуори колония была преобразована из каторги в территорию, заселённую преимущественно вольными поселенцами. Многим каторжникам было предоставлено помилование и обеспечена работа в колонии. За годы его руководства Новый Южный Уэльс развился экономически. В 1817 году Лаклан Маккуори предложил переименовать континент в «Австралию», однако официально название было принято Британским Адмиралтейством лишь в 1824 году. До этого континент не имел постоянного названия.
В 1824 году Маккуори возвратился в Великобританию и умер в Лондоне.
В честь Маккуори названы одноимённые озеро, остров, залив, вулканический подводный хребет и несколько рек, в том числе река Лаклан и Маккуори на Тасмании, некоторые населённые пункты (Маккуори, Лейк-Маккуори, Порт-Маккуори), маяк, университет в Сиднее, а также множество улиц.

## Память
В библиотеке Университета Маккуори располагается мемориальная комната.